# Чахура
Чахура или чаура (лат. capsula) је тип појединачних, пуцајућих плодова. Настаје из синкарпног плодника кога сачињавају два или више оплодних листића. Попут синкарпног плодника, чахуре могу бити једно-, дво- и више-оке што зависи од унутрашњих преграда.

## Подела
Чахуре се деле на четири групе, што зависи од тога да ли се отварају:
1. порама
2. капцима
3. зупцима
4. поклопцем

## Чахуре које се отварају порама
Чахуре које се отварају порама (capsula forata) су у биљном свету врло ретке. Срећу се у родовима: Papaver, Campanula и Reseda. На врху плода мака налази се диск са жиговима испод кога се образује одговарајући број пора кроз које испада зрело семе. Код представника рода Campanula, поре се образују при дну плода, али пошто је он окренут под углом од 180°, поре су смештене у горњем делу. Код рода Reseda чахура је настала из три оплодна листића који на врху не срастају, па је плод стално отворен. Код мака и звончића се поре отварају тек када семе сазри.
- плод мака
- плод врсте
- плод врсте

## Чахуре које се отварају капцима
За разлику од чахура које се отварају порама, чахуре које се отварају капцима су веома честе међу биљкама. Одвајање капака се дешава по дужини плода, најчешће одозго наниже, мада је могућ и обрнут смер.
Чахуре које се отварају капцима се могу поделити на:
- које пуцају по септама
- које пуцају по локулама
- које чине прелазни тип; пуцају и по септама и по локулама

- плод кантариона пуца по септама
- чахура перунике пуца по локулама
 (пресек нацртан у доњем десном углу)

## Чахуре које се отварају зупцима
Ове чахуре су честе код породице каранфила, као што су пуцавац, мишјакиња и птичја трава. Пуцају само својим горњим делом при чему се стварају зупци који могу активно да се отварају и затварају у зависности од атмосферских услова. Плодник од кога ова чахура настаје је синкарпан, чини га најчешће пет карпела. Број зубаца је двоструко већи од броја оплодних листића, јер до пуцања долази и на месту срастања оплодних листића и по главном нерву сваког од њих.

## Чахуре које се отварају поклопцем
Код ових чахура се већи или мањи део одваја у виду поклопца. Примери оваквих чахура су плодови бунике и пркоса, а нарочито велики поклопац (који износи готово половину чахуре) имају плодови боквице и видовчице.